# Liste der Nummer-eins-Hits in Kanada (2023)
Dies ist eine Liste der Nummer-eins-Hits in Kanada im Jahr 2023. Offizieller Herausgeber der kanadischen Top 20 Tracks ist Music Canada im Auftrag der kanadischen Vertretung der IFPI. Die regelmäßigen Veröffentlichungen wurden am 24. Oktober 2022 eingestellt und nur noch sporadisch aktualisiert, das Magazin Billboard führte die Listen aber unter dem Namen Canadian Digital Song Sales als Top-50-Listen weiter. Diese Angaben wurden für die Fortführung der Liste verwendet.
Music Canada veröffentlichte auch die Top 20 Albums, für die es allerdings keine weitere öffentliche Quelle gibt. Deshalb wurde die Auflistung 2022 beendet.
Am 27. Juli änderte Music Canada ihre Homepage und nahm die seit April nicht mehr aktualisierten Charts sowie das Chartarchiv von ihrer Website. Damit wurde die offizielle Veröffentlichung kanadischer Charts beendet.

## Singles
| ← 2022 ← | Liste der Nummer-eins-Hits in Kanada | Liste der Nummer-eins-Hits in Kanada | Liste der Nummer-eins-Hits in Kanada | 2024 → |
| \| Zeitraum \| Wo. ges. \| Interpret \| Titel Autor(en) \| Zusätzliche Informationen \| \| (Zeitraum, Wochen auf Platz eins, Interpret, Titel, Autor[en], zusätzliche Informationen) \| \| \| \| \| \| ----------------------------------------------------------------------------------------- \| -------- \| ----------------------------- \| ----------------------------------------------------------------------------------------------------------------------------------------------------- \| -------------------------------------------------------------------------------------------------------------------------------------------------------------------------------------------------------------------------- \| \| 14. November 2022 – 22. Januar 2023 10 Wochen (insgesamt 17) \| 17 \| David Guetta feat. Bebe Rexha \| I’m Good (Blue) Bleta Rexha, Pierre David Guetta, Camille Angelina Purcell, Massimo Gabutti, Maurizio Lobina, Gianfranco Randone, Philip John Plested \| – \| \| 23. Januar 2023 – 6. Mai 2023 14 Wochen (insgesamt 16) \| 16 \| Miley Cyrus \| Flowers Miley Ray Cyrus, Michael Ross Pollack, Gregory Aldae Hein \| – \| \| 7. Mai 2023 – 13. Mai 2023 1 Woche \| 1 \| Gordon Lightfoot \| If You Could Read My Mind Gordon Lightfoot \| Nach dem Tod des kanadischen Singer-Songwriters belegen seine 3 größten Hits (Sundown auf 2 und The Wreck of the Edmund Fitzgerald auf 3) das Chartpodest und unterbrechen für 1 Woche die Nummer-1-Serie von Miley Cyrus. \| \| 14. Mai 2023 – 20. Mai 2023 1 Woche (insgesamt 16) \| 16 \| Miley Cyrus \| Flowers Miley Ray Cyrus, Michael Ross Pollack, Gregory Aldae Hein \| – \| \| 21. Mai 2023 – 27. Mai 2023 1 Woche \| 1 \| Ed Sheeran feat. Luke Combs \| Life Goes On Edward Christopher Sheeran \| – \| \| 25. Mai 2023 – 3. Juni 2023 1 Woche \| 1 \| Tina Turner \| The Best Michael Donald Chapman, Holly Knight \| – \| \| 4. Juni 2023 – 10. Juni 2023 1 Woche \| 1 \| Taylor Swift \| Hits Different Jack Michael Antonoff, Aaron Brooking Dessner, Taylor Alison Swift \| – \| \| 11. Juni 2023 – 22. Juli 2023 6 Wochen (insgesamt 6) \| 6 \| Luke Combs \| Fast Car Tracy Chapman \| – \| \| 23. Juli 2023 – 29. Juli 2023 1 Woche \| 1 \| Jung Kook feat. Latto \| Seven Henry Russell Walter, Andrew Wotman, Jonathan David Bellion, Alyssa Michelle Stephens, Theron Makiel Thomas \| – \| |                                      |                                      | | |
| ← 2022 |                                      |                                      | | → 2024 → |
| Zeitraum | Wo. ges.                             | Interpret                            | Titel Autor(en) | Zusätzliche Informationen |
| (Zeitraum, Wochen auf Platz eins, Interpret, Titel, Autor[en], zusätzliche Informationen) |                                      |                                      | | |
| 14. November 2022 – 22. Januar 2023 10 Wochen (insgesamt 17) | 17                                   | David Guetta feat. Bebe Rexha        | I’m Good (Blue) Bleta Rexha, Pierre David Guetta, Camille Angelina Purcell, Massimo Gabutti, Maurizio Lobina, Gianfranco Randone, Philip John Plested | – |
| 23. Januar 2023 – 6. Mai 2023 14 Wochen (insgesamt 16) | 16                                   | Miley Cyrus                          | Flowers Miley Ray Cyrus, Michael Ross Pollack, Gregory Aldae Hein                                                                                     | – |
| 7. Mai 2023 – 13. Mai 2023 1 Woche | 1                                    | Gordon Lightfoot                     | If You Could Read My Mind Gordon Lightfoot | Nach dem Tod des kanadischen Singer-Songwriters belegen seine 3 größten Hits (Sundown auf 2 und The Wreck of the Edmund Fitzgerald auf 3) das Chartpodest und unterbrechen für 1 Woche die Nummer-1-Serie von Miley Cyrus. |
| 14. Mai 2023 – 20. Mai 2023 1 Woche (insgesamt 16) | 16                                   | Miley Cyrus                          | Flowers Miley Ray Cyrus, Michael Ross Pollack, Gregory Aldae Hein                                                                                     | – |
| 21. Mai 2023 – 27. Mai 2023 1 Woche | 1                                    | Ed Sheeran feat. Luke Combs          | Life Goes On Edward Christopher Sheeran | – |
| 25. Mai 2023 – 3. Juni 2023 1 Woche | 1                                    | Tina Turner                          | The Best Michael Donald Chapman, Holly Knight | – |
| 4. Juni 2023 – 10. Juni 2023 1 Woche | 1                                    | Taylor Swift                         | Hits Different Jack Michael Antonoff, Aaron Brooking Dessner, Taylor Alison Swift                                                                     | – |
| 11. Juni 2023 – 22. Juli 2023 6 Wochen (insgesamt 6) | 6                                    | Luke Combs                           | Fast Car Tracy Chapman | – |
| 23. Juli 2023 – 29. Juli 2023 1 Woche | 1                                    | Jung Kook feat. Latto                | Seven Henry Russell Walter, Andrew Wotman, Jonathan David Bellion, Alyssa Michelle Stephens, Theron Makiel Thomas                                     | – |